# 帆風美術館
帆風美術館（ばんふう びじゅつかん）は、青森県八戸市に所在し、株式会社帆風が運営する私営の美術館。「デジタル光筆画」という技法による複製画を専門に展示している。

## 概要
江戸期の日本画を主とする美術館だが、コレクションを持たない。カラーマネージメントシステムを、美術の領域に応用した「デジタル光筆画」という技法によって作られる原寸再現の複製画作品を主に展示する。通年、入場無料。
その他、埋もれている地域の作家の作品展なども行い、地域に根ざした美術館を目指している。

## 所在地・開館時間等
【所在地】
- 〒039-2245 青森県八戸市北インター工業団地1-5-2  （八戸グリーンハイテクランド内）八戸ハイテクパーク内  八戸インテリジェントプラザ隣り

【開館時間】 
- 10:00 - 16:00（入館は15:30まで）

【開館日】 
- 水・木・金・日（月が祝日の場合は開館。水曜日休館）

夏期休館、年末年始休館、展示替え休館、ほか臨時休館あり。
【入館料】 
- 無料

## 企画展
【2008年度】
- 第１回企画展『三大南画家』展

【2009年度】
- 第２回企画展『江戸時代動物園』展

【2010年度】
- 第３回企画展『江戸時代人に出会う』展

【2011年度】
- 第４回企画展『美術歳時記』展

【2012年度】
- 第５回企画展『美術百科辞展・第一巻』
- 第６回企画展『美術百科辞展・第二巻』

【2013年度】
- 第７回企画展『美術百科辞展・第三巻』
- 第８回企画展『美術百科辞展・第四巻』

【2014年度】
- 第９回企画展『美術百科辞展・第五巻』
- 第10回企画展『美術百科辞展・第六巻』

【2015年度】
- 第11回企画展『江戸時代植物園』

【2016年度】
- 第12回企画展『江戸時代バードウォッチング』
- 第13回企画展『俳画と俳味画・前期 〜俳画〜』

【2017年度】
- 第13回企画展『俳画と俳味画・後期 〜俳味画〜』
- 第14回企画展『数寄の美』

【2018年度】
- 第15回企画展『国宝重文・前期 〜気韻生動〜』
- 第15回企画展『国宝重文・後期 〜自然観照〜』

【2019年度】
- 第15回企画展『国宝重文・後期 〜自然観照〜』
- 第16回企画展『江戸のペット』

【2020年度】
- 第17回企画展『ゆるやかな江戸時間』

【2021年度】
- 第18回企画展『蕪村』展

【2022年度】
- 第19回企画展『池大雅』展

【2023年度】
- 『小田修三』展　〜埋もれている地域の作家と出会う〜
- デジタル光筆画展『涼を味わう日本画展』
- デジタル光筆画展『日本画、夏から秋へ。』
- 『遠瀬博』展　〜埋もれている地域の作家と出会う〜
- 『類家けんじろう 〜えんぶり〜』展　〜埋もれている地域の作家と出会う〜

【2024年度】
- デジタル光筆画展『春と、平安への誘い』
- 『類家けんじろう 〜騎馬打毬と伝統芸能〜』展　〜埋もれている地域の作家と出会う〜
- デジタル光筆画展『四季と、平安を愉しむ。』
- MOA美術館児童作品展　〜八戸部門入賞作品展〜
- 八戸アーティストファイル2025推薦記念特別展『庭田薫展　〜光明への軌跡〜』

【2025年度】
- デジタル光筆画展『肉筆浮世絵』　〜浮世絵への連なり〜
- 八戸騎馬打毬応援企画『市民による写真と絵画の作品展』

## 交通
- JR東日本／東北新幹線・八戸線：八戸駅から車で20分
- 青い森鉄道線：陸奥市川駅から車で10分
- 東北自動車道 - 百石道路：八戸北ICから車で5分
- 八食センターから車で15分